# Watkinsia williamsi
Watkinsia williamsi är en skalbaggsart som beskrevs av Britton 1995. Watkinsia williamsi ingår i släktet Watkinsia och familjen Melolonthidae. Inga underarter finns listade i Catalogue of Life.